# José Antonio Meade Kuribreña
José Antonio Meade Kuribreña (Città del Messico, 27 febbraio 1969) è un politico ed economista messicano, più volte segretario di governi di centrodestra.

## Biografia
Nato a Città del Messico il 27 febbraio 1969, di origini irlandesi e libanesi, è figlio del politico Dionisio Meade y García de León. Si laurea in giurisprudenza all'Università Nazionale Autonoma del Messico, in economia all'Istituto tecnologico autonomo e consegue un dottorato sempre in economia presso l'Università Yale.

### Carriera politica
Dopo essere stato nel 1997 direttore generale della pianificazione finanziaria alla Commissione nazionale per il sistema pensionistico (organo del segretariato della finanza), nel 1999 diviene vicesegretario della Protezione del risparmio bancario presso l'istituto per la protezione del risparmio bancario nazionale. Dal 2002 al 2003 riveste il ruolo di amministratore delegato di Banrural (banca guatemalteca), guidando la ristrutturazione finanziaria di tale banca. Successivamente, fino al 2006, diventa nuovamente amministratore delegato della neo-banca Financiera Rural.
Nel 2006 diviene consulente dell'allora segretario delle finanze e del credito pubblico Agustín Carstens. Nel settembre 2010 diventa sottosegretario dello stesso segretariato.

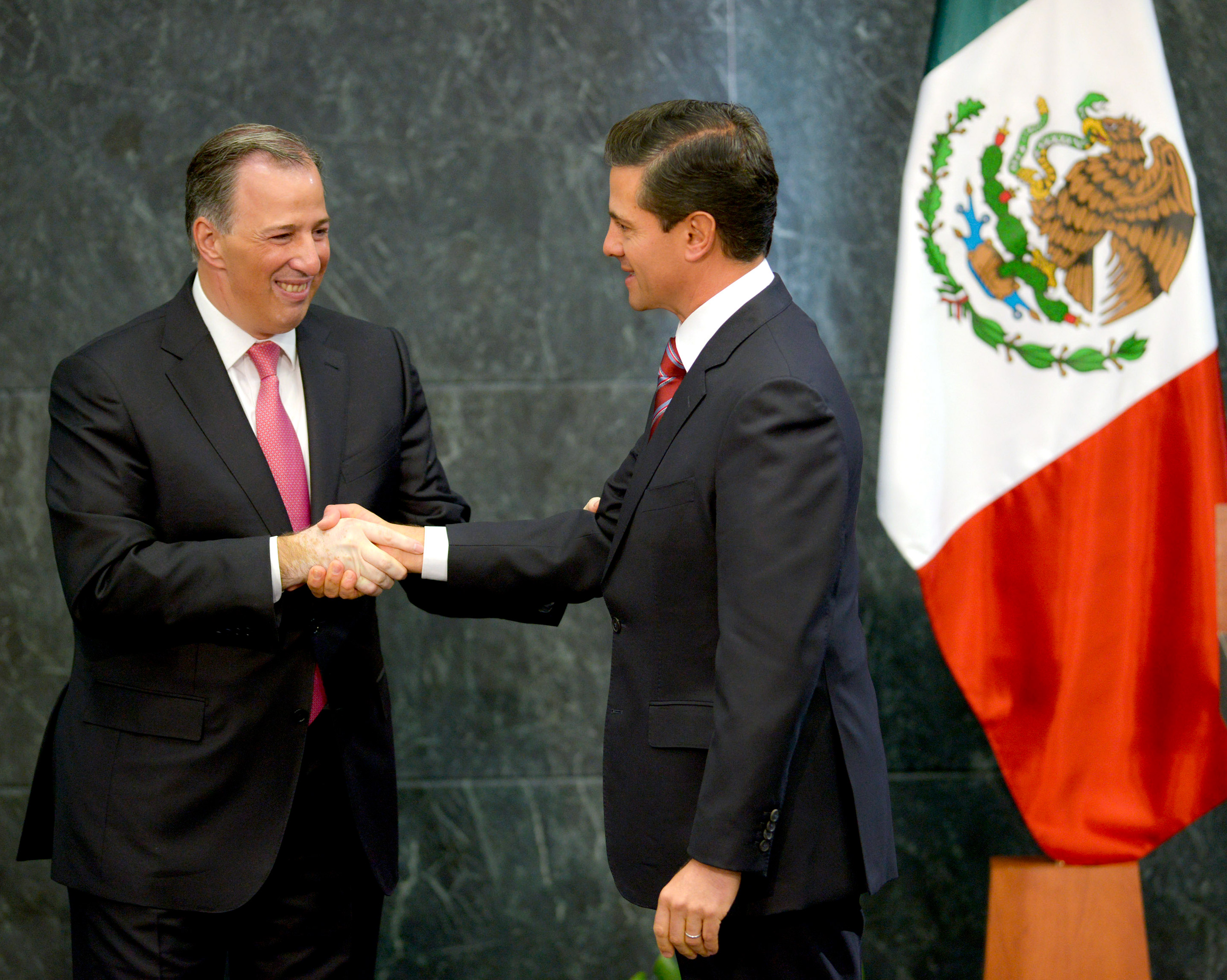
José Antonio Meade assieme al presidente Enrique Peña Nieto nel 2017.

Nel gennaio dell'anno seguente il presidente Felipe Calderón lo nomina segretario dell'energia in sostituzione di Georgina Kessel Martínez. Rimane però fino al settembre dello stesso anno perché nominato segretario della finanza.
A seguito delle nuove elezioni, vinte da Enrique Peña Nieto, entra a far parte del gabinetto presidenziale di quest'ultimo, divenendo segretario degli affari esteri. Diventa l'unico segretario che ha fatto parte sia del governo di Felipe Calderón e sia di quello di Enrique Peña Nieto. Secondo la rivista statunitense Foreign Policy, nel 2013 ha fatto parte delle 500 persone più influenti del mondo.
Rimane in carica con tale segretariato fino all'agosto 2015, quando diventa titolare di quello dello sviluppo sociale, sostituendo Rosario Robles. Nel settembre 2016 torna invece ad essere segretario della finanza in sostituzione di Luis Videgaray Caso. Diventa il primo messicano a ricoprire cinque incarichi federali in quattro segretariati differenti.
Dal marzo 2019 fa parte del consiglio d'amministrazione di HSBC.

#### Candidato alle elezioni presidenziali del 2018
Nel 2017 annuncia la sua possibile candidatura con il Partito Rivoluzionario Istituzionale alle elezioni presidenziali del 2018. Diverse altre personalità politiche annunciano l'intenzione di candidarsi con tale partito, tra cui Ivonne Ortega Pacheco, Miguel Ángel Osorio Chong, Eruviel Ávila Villegas e Manlio Fabio Beltrones.
Il partito, a seguito delle votazioni interne, decide di candidare Meade. Si crea quindi una coalizione politica, chiamata Todos por México, formata da PRI, PVEM e PANAL.
Il 1º luglio 2018, giorno delle elezioni, si posiziona al terzo posto, venendo battuto da Andrés Manuel López Obrador, candidato di MORENA, e da Ricardo Anaya Cortés, del PAN.

## Vita privata
È sposato con Juana Cuevas Rodríguez, con la quale ha tre figli. Meade è cristiano cattolico.